# Bagage émotionnel
 (juin 2024).
Le Bagage émotionnel est un idiome qui fait généralement référence à un traumatisme psychologique non résolu tel que des facteurs de stress, des problèmes de confiance, des peurs, de la paranoïa, de la culpabilité, des regrets, du désespoir ou du deuil, qui sont généralement nuisibles au bien-être mental général et aux relations sociales. Le traumatisme non résolu peut être enraciné dans des problèmes tels que l'abus émotionnel, les traumatismes de l'enfance ou des événements stressants antérieurs.
En tant que métaphore, le terme se réfère à la charge émotionnelle collective du passé que l'on porte dans le moment présent.

## Vie adulte
Dans la vie adulte, les bagages émotionnels se manifestent dans les relations sous deux formes principales.  
- En premier lieu, des attentes souvent négatives créées par des relations précédentes, peut-être de nature abusive—une sorte de servitude au passé qui peut contaminer de nouvelles interactions potentiellement plus positives[2]. Cela peut être particulièrement apparent dans un second mariage où, selon Virginia Satir, "les ombres du passé sont très réelles et doivent être traitées par le nouveau couple marital"[3].
- Le deuxième type de mémoire contribuant aux bagages émotionnels adultes est le rappel récurrent de l'histoire de la relation actuelle, avec pour résultat que des problèmes mineurs du présent sont submergés par des courants négatifs provenant de temps antérieurs qui ne peuvent être résolus ou mis de côté pour de bon[4].

## Enfance
Derrière les problèmes adultes, cependant, il peut y avoir des formes plus profondes de bagages émotionnels enracinés dans les expériences de l'enfance, mais continuant à troubler la personnalité et le comportement à l'âge adulte. 
Les hommes et les femmes peuvent être incapables de laisser derrière eux la douleur de l'enfance et attendent de leurs partenaires qu'ils réparent cela, plutôt que de s'occuper de préoccupations plus adultes. 
Les attentes culturelles et parentales et les schémas de comportement tirés de la famille d'origine et toujours portés inconsciemment auront un impact sur un nouveau mariage de manières dont aucun des partenaires n'est peut-être conscient. 
De même, en tant que parents, les deux sexes peuvent trouver que leur propre passé d'enfance entrave leurs efforts pour une éducation plus constructive des enfants, qu'ils répètent ou cherchent à surcompenser les schémas parentaux du passé. 
La psychothérapie aborde ces bagages émotionnels du client sous la rubrique de transfert, explorant comment le développement précoce peut créer un 'mode de fonctionnement' internalisé à travers lequel toutes les relations ultérieures sont vues, tandis que le concept de contre-transfert du côté du thérapeute reconnaît qu'il peut également apporter ses propres bagages émotionnels dans la relation analytique.

## Lecture complémentaire
- Patenaude AF Emotional Baggage: Unresolved Grief, Emotional Distress, Risk Perception, and Health Beliefs and Behaviors 2005
- Joseph LeDoux, 'Indelibility of Subcortical Emotional Memories', Journal of Cognitive Neuroscience (1989) vol 1 238-43